# 78xx

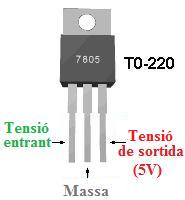
Imatge d'un regulador de tensió 7805 amb encapsulat TO-220.

Els reguladors lineals de diferència de potencial 78xx (també anomenats LM78xx) és una família de circuits integrats emprats per a fixar el voltatge d'un circuit. Són uns elements molt usats en l'electrònica per la seva facilitat d'ús, que resulten molt pràctics quan s'ha de regular un circuit amb un voltatge fix de manera simple, i pel seu baix cost. El nom de 78xx és un nom que indica la família de l'element, a la pràctica els dos últims dígits s'intercanvien per nombres que indiquen el voltatge de sortida del circuit (per exemple un 7806 dona una tensió de sortida de 6 V, mentre que un 7812 dona una tensió de 12 V de sortida). La línia de reguladors 78xx són reguladors de voltatges positius respecte a la presa de terra mentre que la seva línia complementària, els 79xx, són reguladors de tensió negativa. Normalment, els reguladors de tensió 7805, van encapsulats en un TO-220, tot i que també hi han encapsulats metàl·lics de tipus TO-3 i TO-39. El voltatge i corrent màxim entrant sol rondar els 35 V i 2 A, respectivament (encara que pot variar depenent de l'encapsulat).

## Funcionament

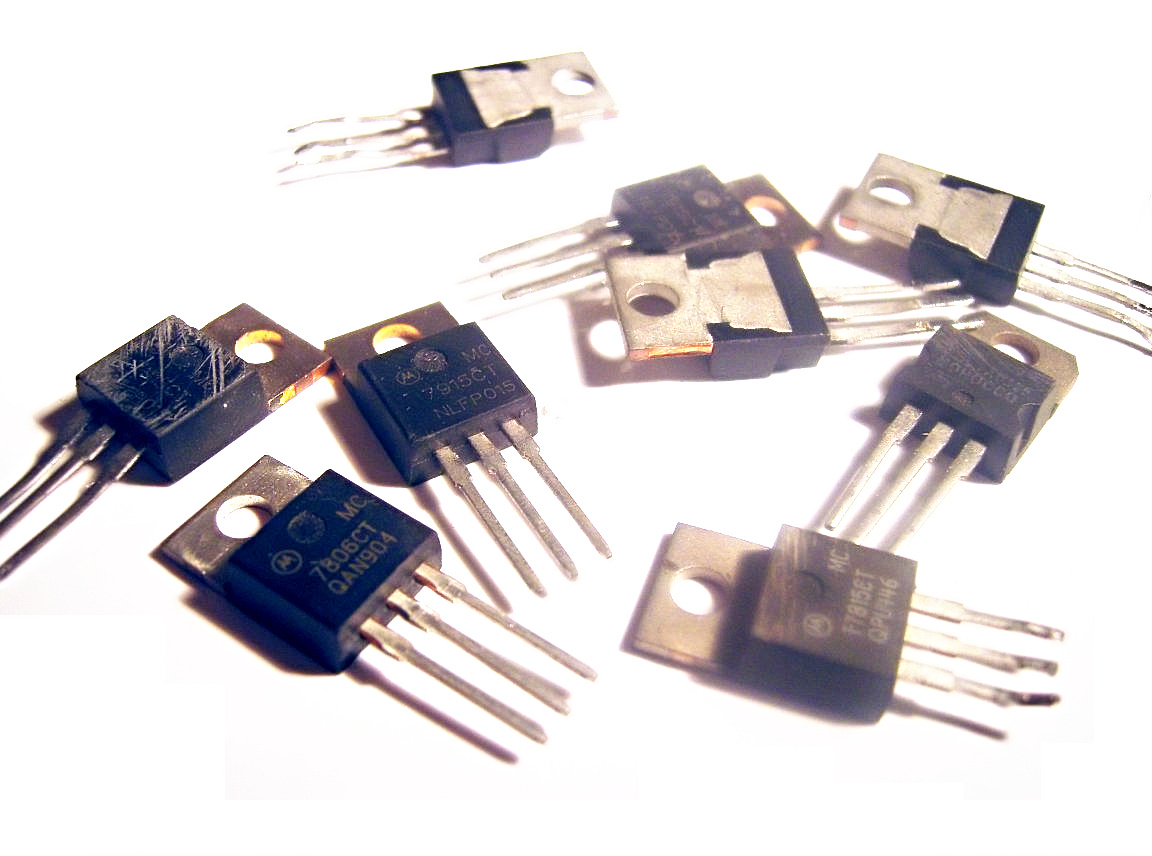
Assortiment de reguladors 78xx de diversos tipus.

De manera simplificada, és un sistema que divideix la tensió i es reajusta constantment perquè el voltatge de sortida sigui sempre el mateix, per reajustar-se fa servir un voltatge més alt d'entrada que després es dissipa com a energia tèrmica en el radiador i finalment entrega el voltatge desitjat a la sortida. Mitjançant el seu circuit integrat que té internament, compost per un seguit de transistors i díodes Zeners que treballen activa o passivament, s'aconsegueix regular la tensió de sortida de manera constant. També es poden incorporar altres elements per assegurar la protecció del circuit o una sortida de voltatge més constant sense alguns possibles pics.

## Prestacions

### Avantatges
Els reguladors de tensió 78xx tenen una sèrie d'avantatges que els fa extremadament útils i que s'han guanyat un gran renom entre els enginyers d'electrònica per ser un aparell simple i eficient.
1. Són un elements que no requereixen cap més component per a suplir un circuit d'un voltatge constant, això els fa simples, eficients, econòmics. Altres elements de regulació de tensió necessiten components addicionals per a regular la tensió de sortida o per regular-la de manera constant, sense pics, en canvi els 78xx ho fan de manera individual i constant. Altres sistemes com les fonts d'alimentació commutades ocupen molt més espai i són molt més cares, a part es necessiten coneixements per a la seva utilització, ja que un mal ús de l'element la pot fer malbé, això amb els reguladors 78xx és pràcticament impossible, ja que el seu ús és extremadament simple.
2. Ocupen molt poc espai, això els converteix en un bon element per a circuits integrats, ja que el volum és essencial.
3. Els reguladors 78xx ofereixen una protecció al circuit quan hi circula massa potència. També protegeixen de sobreescalfaments, sobretensions i curtcircuits que els fa invulnerables a la majoria d'anomalies comuns. Però els 78xx no protegeixen només la seva integritat sinó també la de tot el sistema evitant així que es facin malbé tots els components.

### Inconvenients
Tot i les seves evidents avantatges els 78xx també tenen un seguit d'inconvenients, que tot i ser importants per a circuits electrònics solen ser de poca rellevància:
1. El voltatge d'entrada sempre ha de ser lleugerament superior al de sortida, normalment uns 2 V aproximadament Això fa que en alguns circuits resultin inadequats si no es té una font d'alimentació amb un voltatge suficient.
2. Com que és un sistema basat en els reguladors lineals de tensió, el voltatge d'entrada, com a mínim, sempre ha de ser igual al de sortida. A nivell pràctic voltatge d'entrada ha de ser sempre lleugerament superior perquè, a part del sistema en si, que es basa en les pèrdues, hi ha pèrdues de disseny. Aquest fet implica que hi ha caiguda en la potència subministrada en un primer moment per la font. Aquest sistema perd eficiència a mesura que la variació entre la tensió d'entrada i la de sortida augmenta, provocant pèrdues molt significatives. I també causa que en alguns circuits es pugui necessitar algun tipus de refrigeració addicional per a assegurar el refredament del circuit.
3. Fins i tot en encapsulats grans els reguladors 78xx no poden subministrar una potència gaire elevada això fa que per a circuits on siguin necessaris corrents elevats els 78xx siguin uns elements inadequats.

## Identificació de l'element

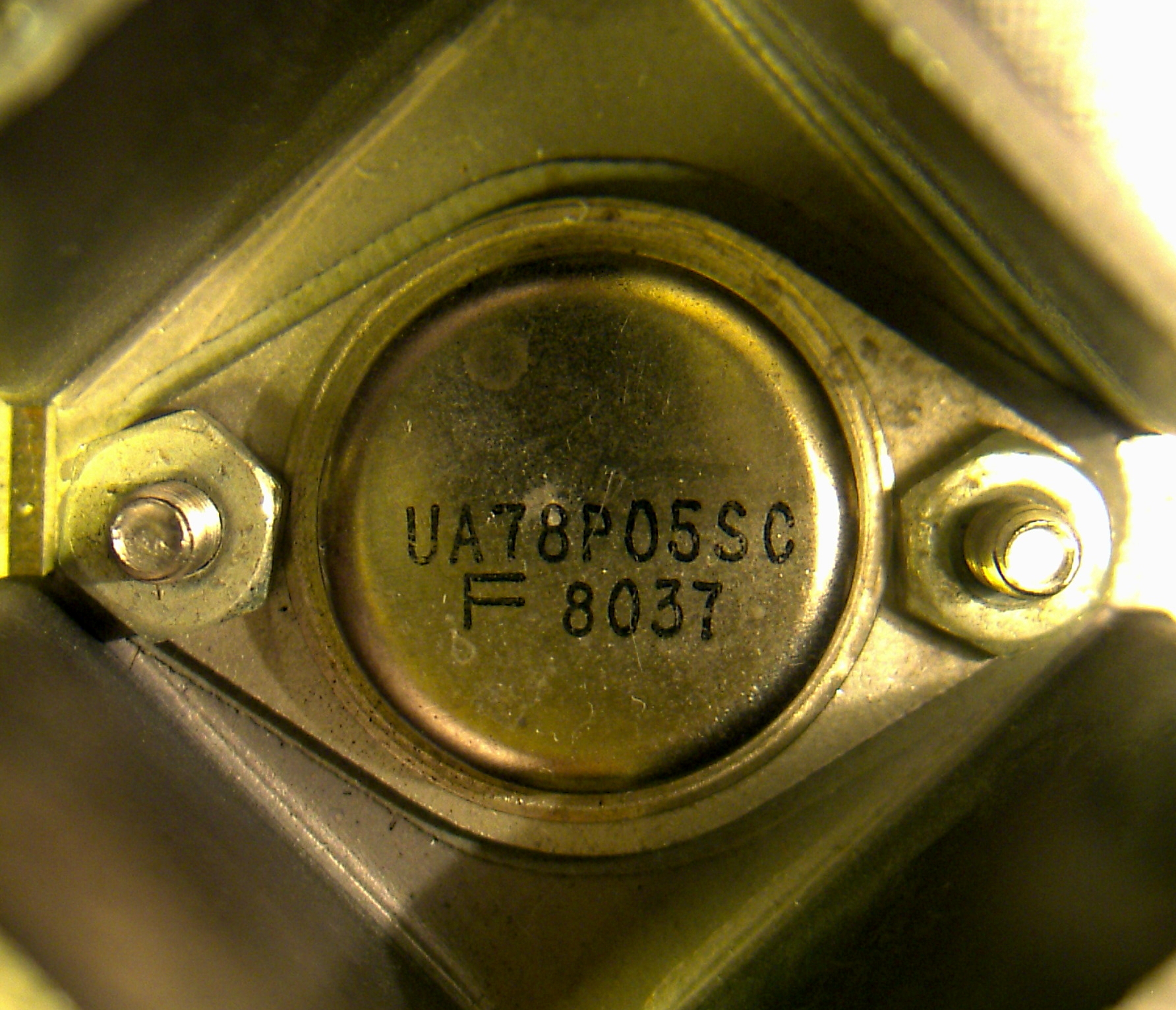
Imatge d'un regulador de tensió 78P05 amb encapsulat TO-3.

Cada element de la família 78xx té un nom individual segons el seu voltatge de sortida que permet diferenciar-los:
| Model                 | 7833   | 7805   | 7806 | 7808   | 7809   | 7810 | 7812 | 7815   | 7818 | 7824 |
| --------------------- | ------ | ------ | ---- | ------ | ------ | ---- | ---- | ------ | ---- | ---- |
| Vsortida              | 3,3V   | 5V     | 6V   | 8V     | 9V     | 10V  | 12V  | 15V    | 18V  | 24V  |
| Temperatura operativa | 0-125º | 0-125º |      | 0-125º | 0-125º |      |      | 0-125º |      |      |

Segons la lletra que vagi després de la família es pot saber, també, la intensitat màxima que permet l'element:
| Lletra | Sense lletra | L    | M    | S  | T  | H (híbrid) | P (híbrid) |
| ------ | ------------ | ---- | ---- | -- | -- | ---------- | ---------- |
| Imàx   | 1A           | 0,1A | 0,5A | 2A | 3A | 5A         | 10A        |

La lletra se situa entre el nom de la família i el número indicador de voltatge (per exemple: 78T06, aquest suposat exemple donaria 6V de sortida i aguantaria 3A d'intensitat). Normalment se sol usar el model sense lletra, és a dir, el model d'1A que és el més comercialitzat. També és remarcable la presència d'un element de la família especial, el 78S40 que és un regulador de commutació.

## Fabricants
Alguns dels productors de reguladors de tensió 78xx són:
- National Semiconductor
- Fairchild Semiconductor
- Datel
- KEC (companyia electrònica de Corea).
- Motorola
- PDuke
- NTE
- Semelab